# Dálnice R351 (Rusko)
Federální dálnice R351 (rusky Федеральная автомобильная дорога Р-351) je silnice spojující ruská města Jekatěrinburg a Ťumeň. Jedná se o součást evropské trasy E22, vedoucí z britského Holyheadu do ruské Išimi. 

## Popis
V Jekatěrinburgu navazuje na dálnici R242 (Jekatěrinburg — Perm), v Ťumeni na ni potom navazují R402 (Ťumeň — Išim — Omsk) a R404 (Ťumeň — Chanty-Mansijsk). Její část na výjezdu z Jekatěrinburgu se nazývá historicky Sibiřský trakt. Téměř po celé délce má silnice jeden pruh v každém směru, čtyřproudá je pouze u Jekatěrinburgu, Ťumeně a Jušaly. 

## Historie
Silnice se zpevněným povrchem z Jekatěrinburgu na hranici Ťumeňské oblasti (délka 260 km) byla vybudována Správou výstavby a údržby silnic Sverdlovského oblastního výkonného výboru mezi lety 1966–1971. Úsek od východní hranice Sverdlovské oblasti do Ťumeně (37 km) byl vyasfaltován v letech 1961–1962.

## Galerie

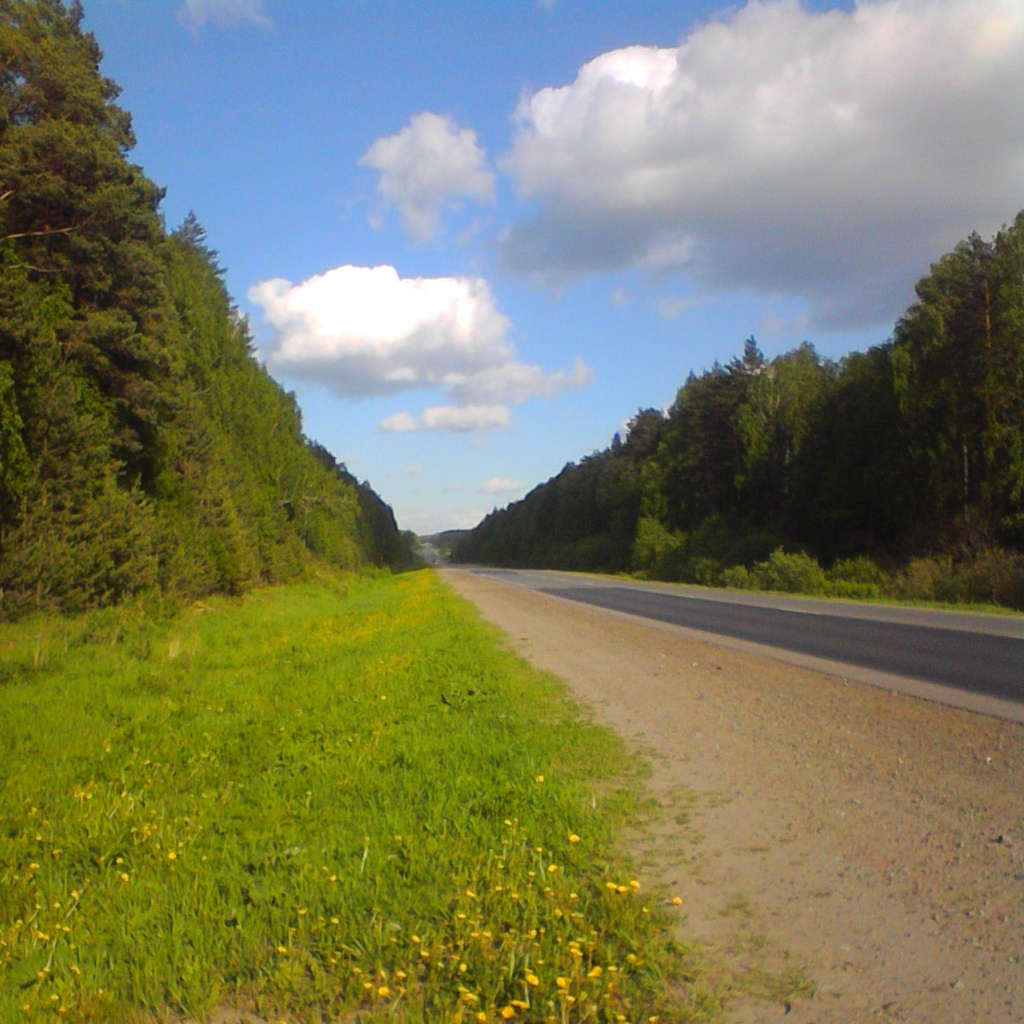
Úsek mezi vesnicemi Grjaznovskoje a Bilejka
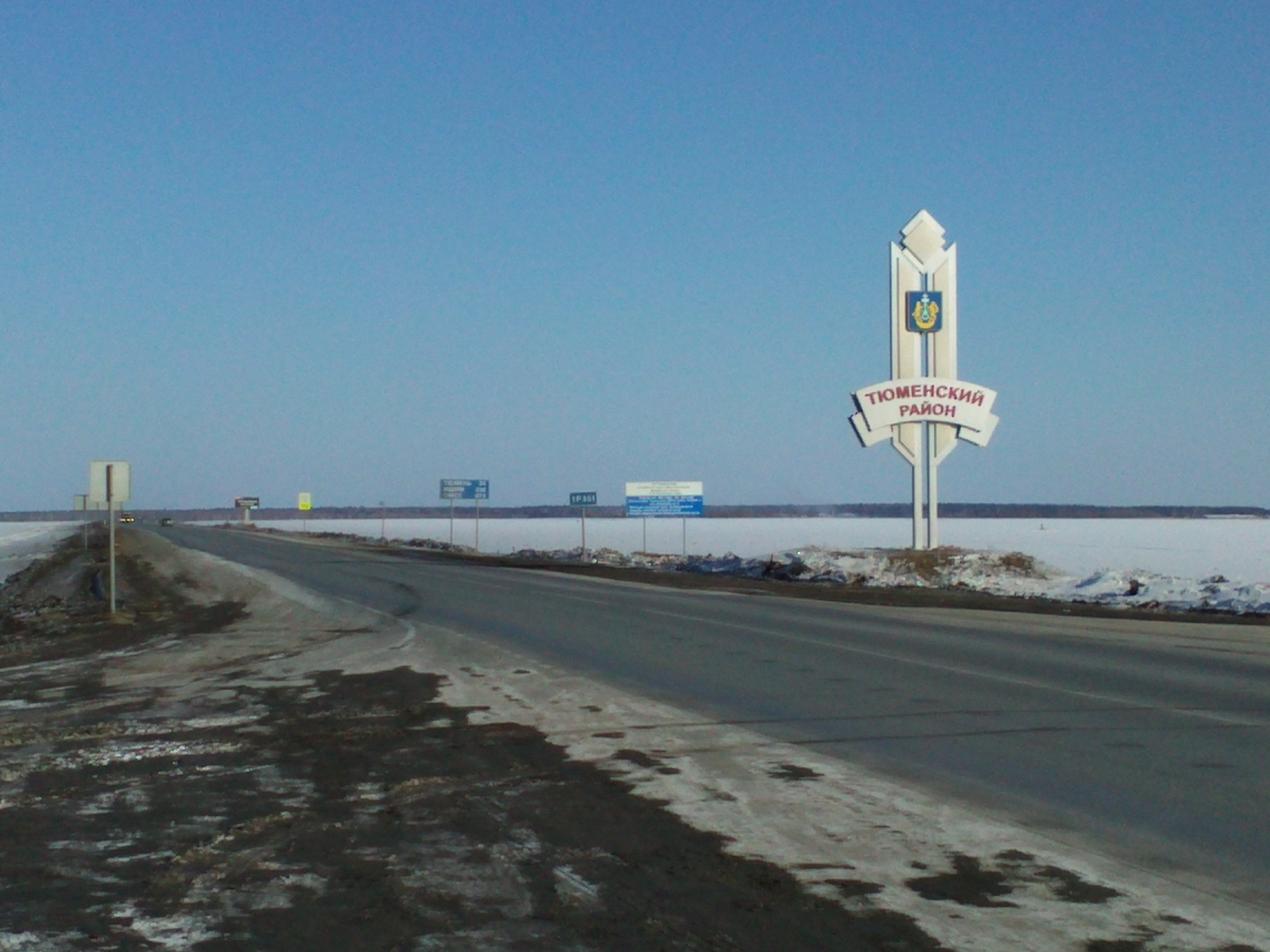
Na kraji Ťumeňské oblasti
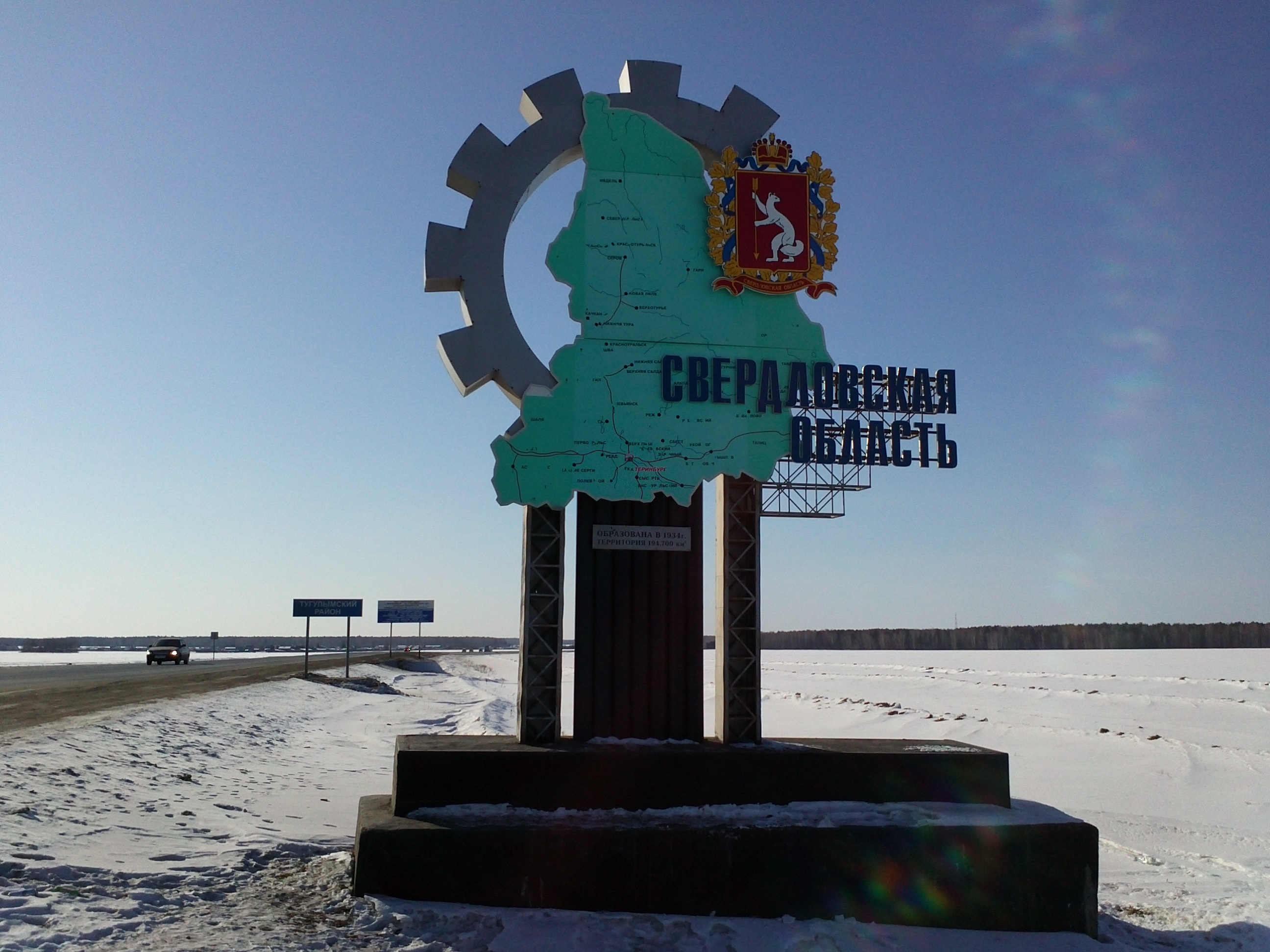
Vjezd do Sverdlovské oblasti